# مسجد محمدعلی
مسجد محمد علی پاشا یا مسجد رخام گچی (به عربی: مسجد محمدعلی ترکی: Mehmet Ali Paşa Camii) مسجدی واقع در ارگ قاهره در مصر که توسط محمد علی پاشا بین سال‌های ۱۸۳۰ و ۱۸۴۸ راه اندازی شده‌است.
با واقع شدن در قله ارگ این مسجد عثمانی، بزرگترین از نوع خودش در نیمه اول قرن ۱۹ است که و با نیمرخ زنده و مناره های دو قلویش قابل رویت‌ترین مسجد در قاهره است.
مسجد به یاد طوسون پاشا، پسر ارشد محمد علی گه در ۱۸۱۶ مرده بود، ساخته شد.
این مسجد همراه با ارگ، یکی از نقاط دیدنی و جاذبه‌های گردشگری و توریستی مصر و یکی از اولین ویژگی هاییست که با نزدیک شدن به شهر از هر جهتی دیده می‌شود.

## نگارخانه

نمایی از مسجد در سال ۱۹۲۹
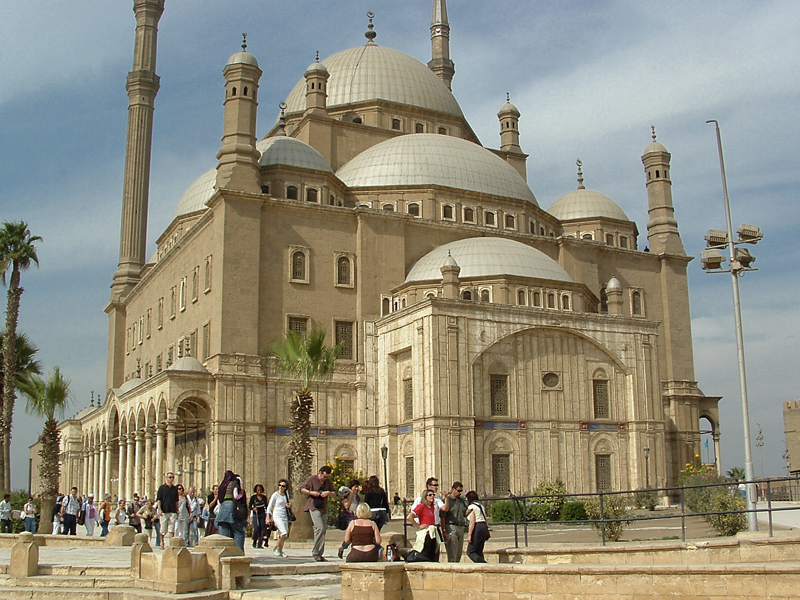
بیرون مسجد
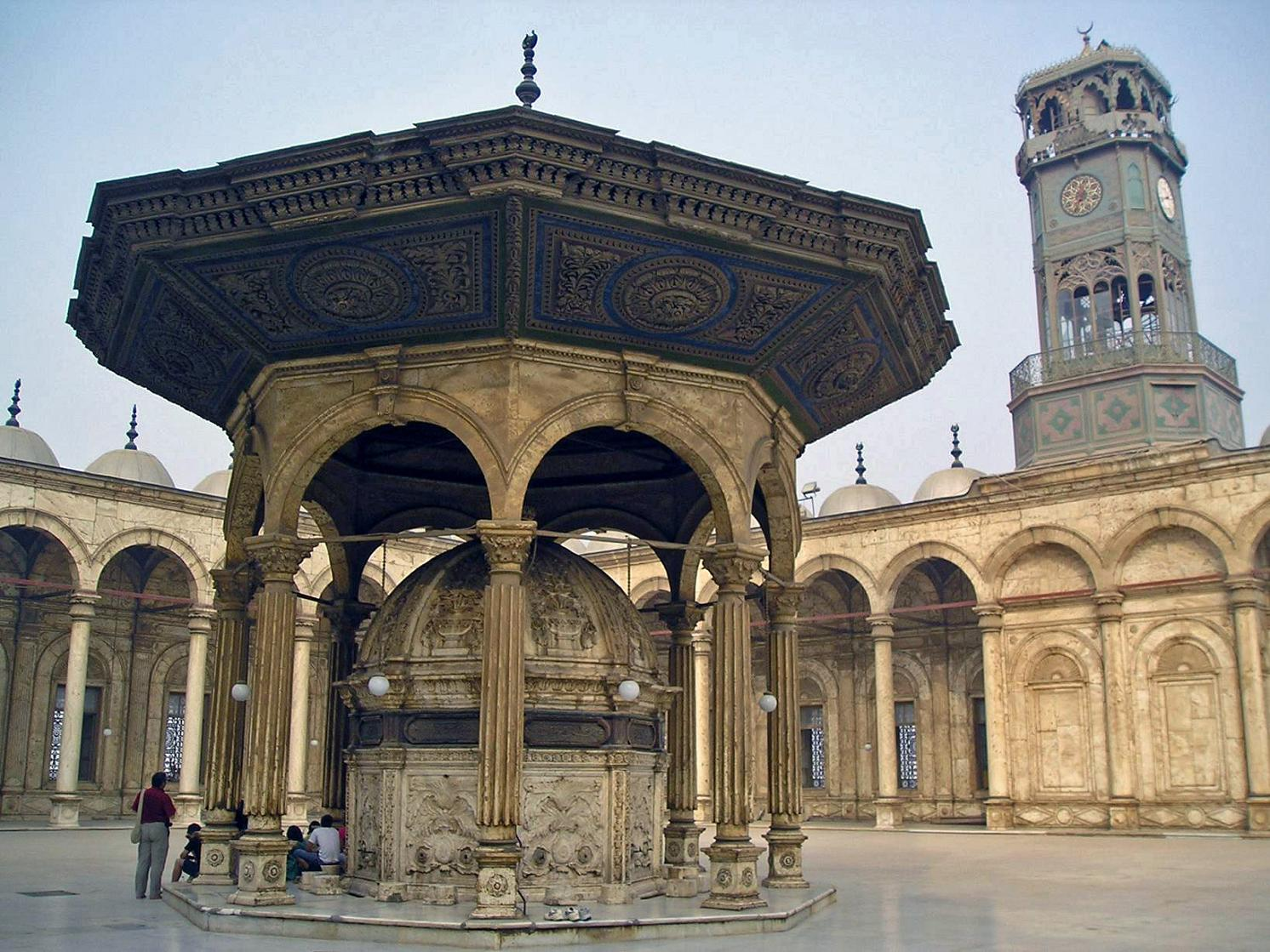
حیاط مسجد و برج ساعت.
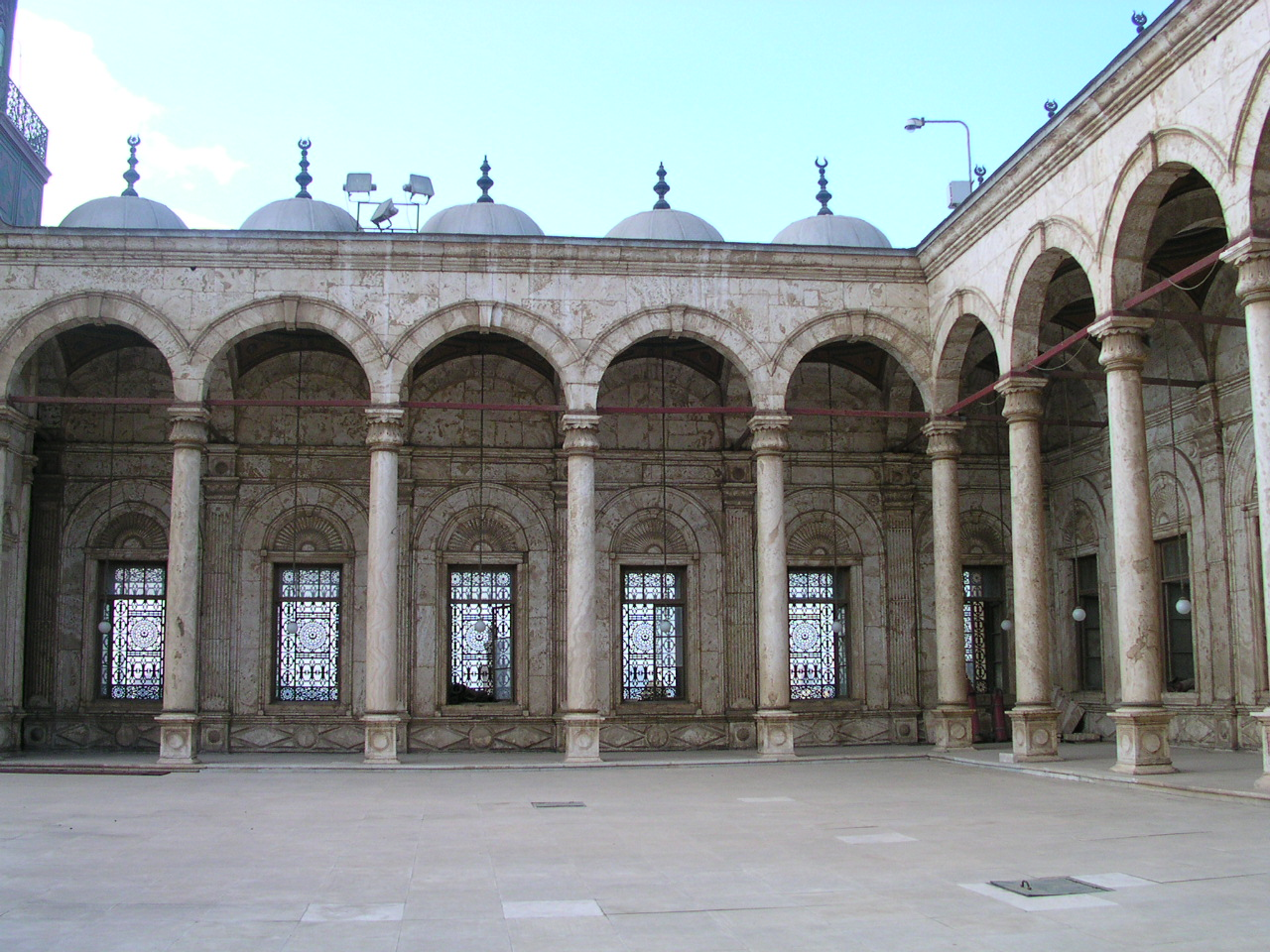
رخام گچی رواق حیاط
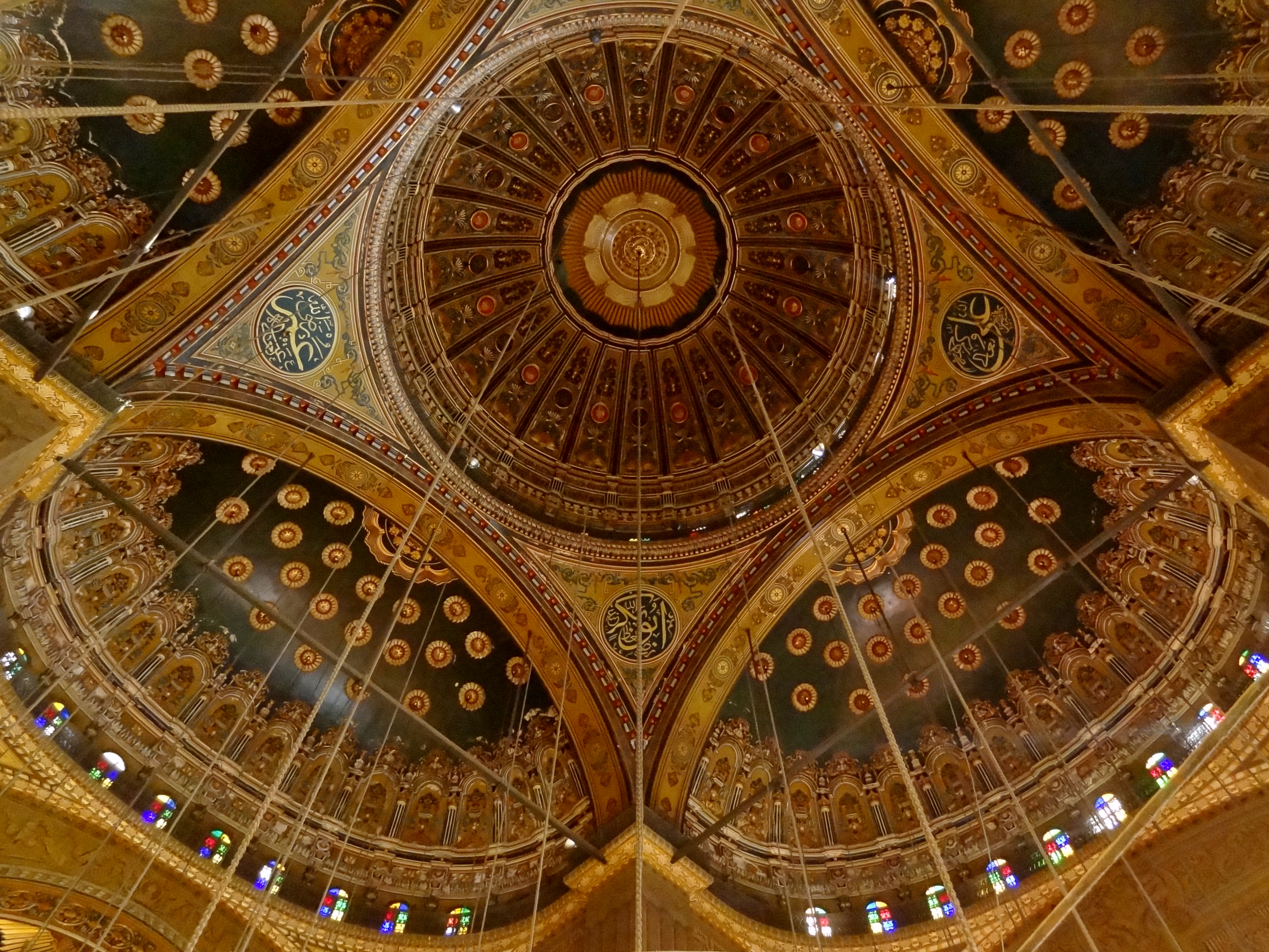
داخل گنبد
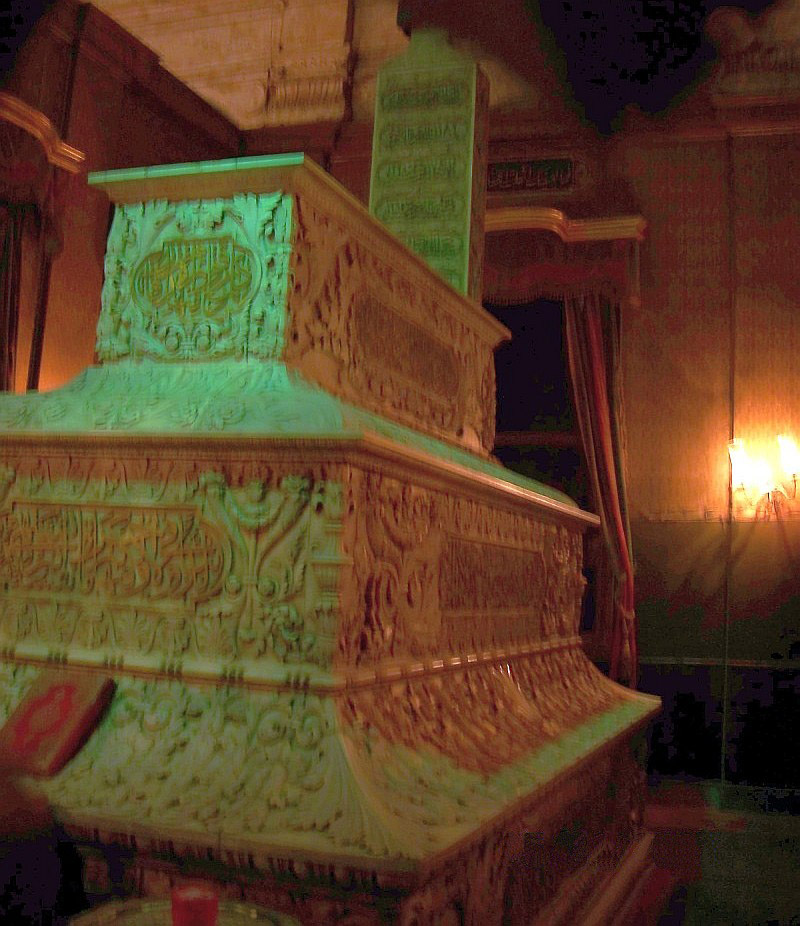
آرامگاه محمد علی پاشا در داخل مسجد
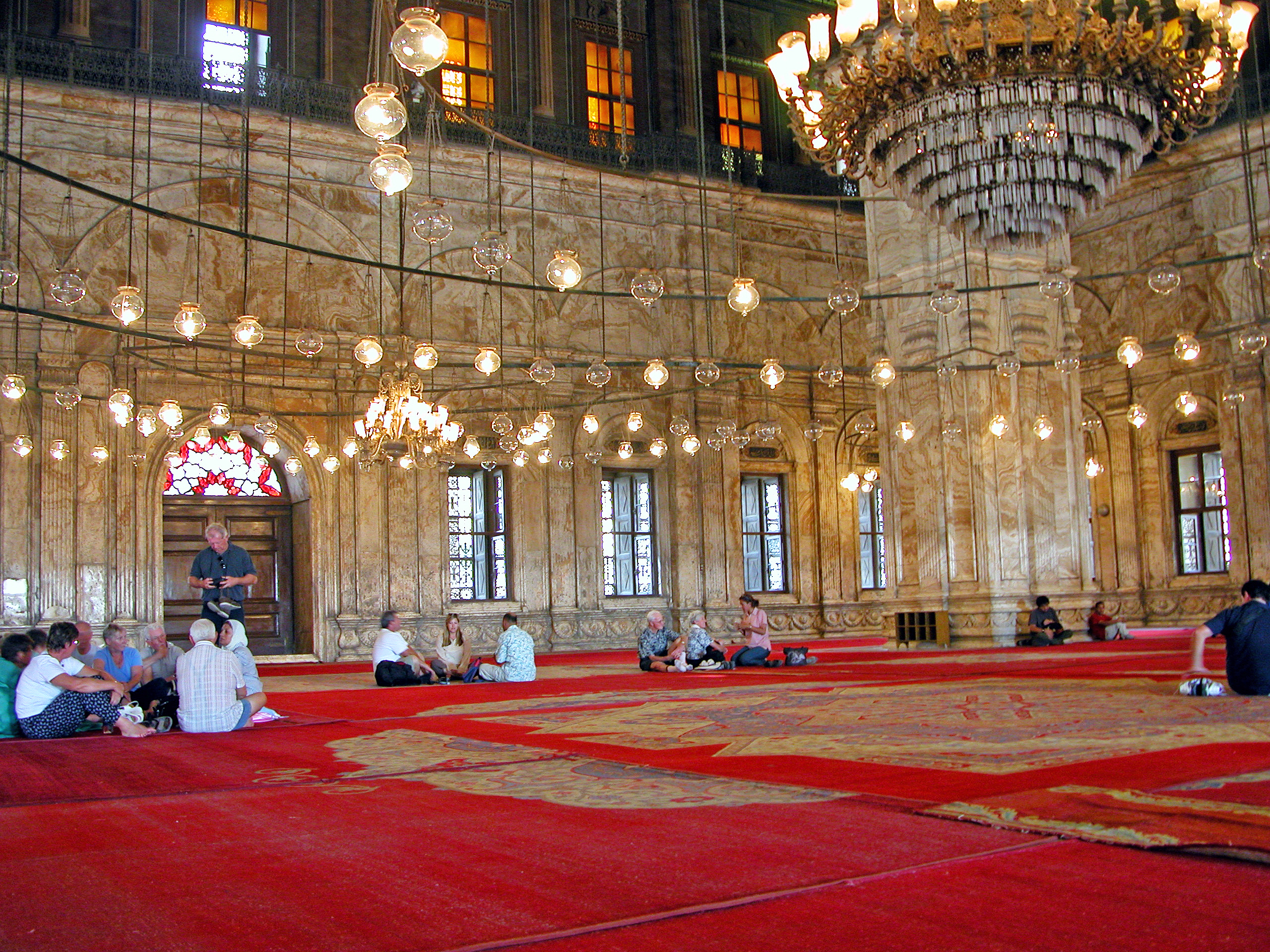
رخام گچی پوشش داخلی.
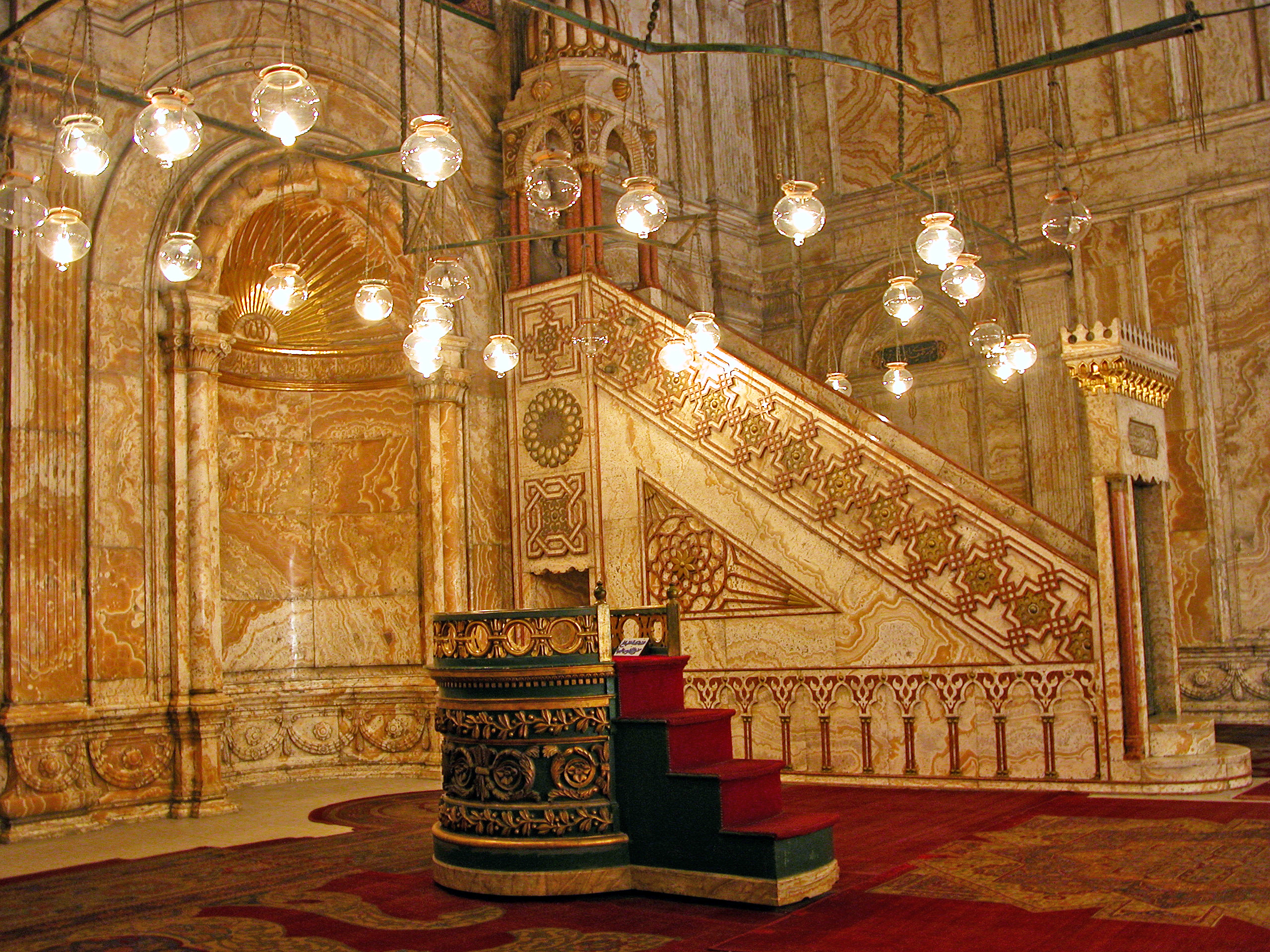
منبر مسجد